# Him
Pour les articles homonymes, voir HIM.
Him est une sculpture en ronde-bosse réalisée en 2001 par le sculpteur français Daniel Druet, et dont l'idée-concept relève de l'artiste italien Maurizio Cattelan. Cette statue en cire et en résine de polyester représente Adolf Hitler en costume gris, priant agenouillé.
Elle a notamment été exposée au musée Boijmans Van Beuningen de Rotterdam en 2002, dans la Haus der Kunst de Munich en 2003 et dans l'ancien ghetto de Varsovie en 2012. Ce dernier emplacement a été très controversé. Cet emplacement crée un effet de surprise, Hitler étant de dos et nécessitant d'être contourné pour être reconnaissable.
L’œuvre est vendue pour plus de 15 millions de dollars aux enchères chez Christie's le 8 mai 2016.

## Un emplacement sensible
La statue a été controversée pour plusieurs raisons, la première étant son emplacement, à savoir le ghetto de Varsovie.
C'est le lieu où étaient enfermés près de 500 000 juifs principalement polonais. La statue a été placée dans une cour privée d’un immeuble désaffecté, rue Próżna, à quelques centaines de mètres du mémorial de l’insurrection du ghetto de Varsovie. Cette rue est en plein centre d'un des quartiers ayant été rasé en 1943 par les nazis à la suite de l'insurrection des juifs du ghetto. La présence d’une représentation de Hitler pourrait donc être associée à un acte profondément antisémite.
Selon Efraim Zuroff, « la seule prière d’Hitler était que les juifs soient éradiqués de la surface de la Terre ». Cette phrase faisant directement allusion à la façon dont Hitler a été représenté. Ce qui a amené le centre Simon-Wiesenthal à condamner la présence de la statue qu'il voit comme « une provocation insensée qui insulte la mémoire des victimes juives des Nazis », soit un grand manque de sensibilité de la part de l’artiste.

## La représentation deHim
Le deuxième motif de controverse est le fait que la statue soit une représentation d’Hitler, ce que justifie Maurizio Cattelan en disant que « les artistes n’ont quasi-jamais approché le sujet d’Hitler » et en considérant par la même occasion qu’il pourrait être intéressant de l’aborder. Hitler est représenté en position de prière, à genoux, les jambes faisant un angle droit avec le reste du corps. Il a la taille d’un enfant (101 centimètres de haut, pour 43,1 centimètres de large et 63,5 centimètres de profondeur). Cette petite taille permet de faire une analogie avec une volonté d’expression de « pureté enfantine » pour s’affirmer dans le thème du pardon. La statue est exposée de dos à Varsovie, de telle sorte à ce que l’on n'aperçoive que la silhouette à travers une petite ouverture hexagonale faite dans une porte. La position de Him fait probablement directement allusion à la position de Willy Brandt (alors maire de Berlin Ouest) le 7 décembre 1970 au mémorial de l’insurrection du ghetto de Varsovie.

## Une vente polémique
Le troisième objet de la polémique concerne le prix de vente de cette œuvre.
L’œuvre Him été estimée entre 10 et 15 millions de dollars américains puis vendue chez Christie’s, le dimanche 8 mai 2016, à New York, pour la somme de 15,2 millions de dollars. C’est la plus grosse somme dépensée pour une œuvre de Cattelan (le précédent record datant de 2010 était alors une représentation de la tête de Maurizio Cattelan en train de sortir de terre, vendue pour 7,9 millions de dollars), par la même occasion un record mondial pour le prix de vente d’une œuvre d’art contemporain,.
L’acquéreur est quant à lui resté anonyme.

## Expositions
L'œuvre a été exposée à plusieurs reprises :
- Stockholm, Färgfabriken (sv), « Him », février-avril 2001
- Rotterdam, Musée Boijmans Van Beuningen, « Maurizio Cattelan », février-mars 2002
- Toronto, Ydessa Hendeles Art Foundation, « Same Difference », mars 2002-mai 2003
- Chicago, Musée d'art contemporain de Chicago, « Him », février-avril 2006
- Munich, Haus der Kunst, « Partners », novembre 2003-février 2004
- Venise, Palais Grassi, « "Where Are We Going?" Selections from the François Pinault Collection », avril-octobre 2006
- Paris, Centre Pompidou, « Traces of the Sacred », mai-août 2008
- New York, Musée Solomon R. Guggenheim, « Maurizio Cattelan: All », novembre 2011-janvier 2012
- Varsovie, Centre pour l'Art contemporain, « Maurizio Cattelan: Amen », novembre 2012-février 2013
- Londres, Galerie Gagosian, « Maurizio Cattelan/Lucio Fontana », février-avril 2014
- Londres, Hayward Gallery, « The Human Factor: The Figure in Contemporary Sculpture », juin-septembre 2014
- Rennes, couvent des Jacobins, « "Debout", Expo d'art contemporain de la Collection Pinault », 23 juin-9 septembre 2018